# 宗教都市
宗教都市（しゅうきょうとし）とは特定の宗教の総本山、あるいは聖地に形成された集落や寺院・教会の寺内町・門前町である。したがって周囲に集落が形成されていない場合は宗教都市とは言わない（聖域など）。

## 宗教都市の例

### 日本国内
神道
- 日光市 - 日光二荒山神社
- 宇都宮市 - 宇都宮二荒山神社
- 諏訪市 - 諏訪大社[注釈 1]
- 京都市 - 日本の「古都」であり別表神社をはじめとして旧社格の高い神社が多い。
- 伊勢市 - 伊勢神宮
- 奈良市 - 春日大社
- 天理市 - 石上神宮
- 桜井市 - 大神神社
- 橿原市 - 橿原神宮
- 出雲市 - 出雲大社
- 宇佐市 - 宇佐神宮

仏教
- 平泉町 - 仏国土（浄土教）
- 長野市 - 善光寺（無宗派。ただし実態としては天台宗と浄土宗）
- 永平寺町 - 永平寺
- 京都市 - 日本仏教の特定の一宗派に限らず、各宗派の総本山・大本山・本山等伝統を有する寺院が多々有る。
- 奈良市 - 華厳宗総本山東大寺、法相宗総本山薬師寺・興福寺、律宗総本山唐招提寺、真言律宗総本山西大寺、光明宗総本山法華寺、霊山寺真言宗大本山霊山寺、菩提山真言宗大本山正暦寺
- 吉野町 - 修験道
- 高野町 - 真言宗総本山金剛峯寺
- 善通寺市 - 善通寺
- 五條市 - 辯天宗本部

キリスト教
- 長崎市 - 大浦天主堂、浦上天主堂など

道教
- 坂戸市 - 聖天宮

天理教
- 天理市 - 天理教教会本部
- 高石市 - ほんみち本部
- 東区 (岡山市) - ほんぶしん本部

新宗教
- 宇都宮市 - 幸福の科学 正心館
- 立川市 - 真如苑応現院その他施設
- 東京都新宿区信濃町 - 創価学会
- 綾部市 - 大本教本部
- 富田林市 - PL教大本庁
- 浅口市 - 金光教金光町本部

### 日本国外
アブラハムの宗教
- エルサレム（ユダヤ教 / キリスト教 / イスラム教） ⇒ エルサレム#宗教とエルサレム
- ヘブロン（ユダヤ教 / キリスト教 / イスラム教） - アブラハムの霊廟
- コルドバ（イスラム教 → キリスト教） - メスキータ他

キリスト教
- ベツレヘム - イエス・キリスト生誕地
- バチカン - ローマ教皇庁
- アッシジ - サン・フランチェスコ教会
- サンパウロ - インディオに対する宣教村
- カッパドキア - キリスト教徒の隠里
- ルルド - 聖母マリアの出現地
- カンタベリー - イングランド国教会の総本山
- カラバカ・デ・ラ・クルス
- サンティアゴ・デ・コンポステーラ - 巡礼路の終着地
- ロドスおよびバレッタ - 聖ヨハネ騎士団の本拠地

イスラム教
- メッカ - ムハンマド生誕地
- サーマッラー - シーア派聖地アスカリ廟
- マディーナ - ムハンマドの墓
- ハラール - 世界遺産の歴史的城塞都市ハラール・ジュゴル

ユダヤ教
- シロ - エルサレムが建設される以前のユダヤ教の中心地

仏教
- ルンビニ - ブッダの生誕地のマヤ・デヴィ寺院（英語版）
- ブッダガヤ - 大菩提寺
- サールナート - ダメーク寺院（英語版）
- クシナガラ - パリニッバーナ寺院（英語版）
- アヌラーダプラ - マハーヴィハーラ寺院
- ラサ - チベット仏教総本山ポタラ宮

ヒンドゥー教
- ワーラーナシー - シヴァ神により築かれたとされる都市
- アヨーディヤー - ラーマ神の生誕地
- マトゥラー - クリシュナの生誕地
- カーンチプラム - エーカンバラナータ寺院
- イラーハーバード - 世界最大の宗教的祭典（クンブ・メーラ）の地の一つ
- ハリドワール - 沐浴の聖地
- ナーシク
- ウジャイン
- プリー - ジャガンナート寺院

シク教
- アムリトサル

儒教
- 曲阜市 - 孔子生誕地

新宗教
- ソルトレイクシティ - モルモン教の総本山
- タイニン（西寧市） - カオダイ教の総本山
- 加平郡 - 世界平和統一家庭連合（旧・統一教会）の本拠地

古代の宗教都市
- バビロン - マルドゥック等の多神教
- アビドス - オシリス信仰
- テーベ - アメン信仰
- ブバスティス - バステト信仰
- テノチティトラン - アステカ神話の太陽神の神託によって建設された都市（現メキシコシティ）
- テオティワカン - 古代メキシコ
- クスコ - インカ帝国
- ティワナク - ティワナク文化の宗教的・政治的中心地